# George Eash
George H. Eash (um 1912 – 6. Juli 1980 in Provo, Utah) war ein Tontechniker und Erfinder. Er war der Erfinder einer Reihe von Tonbandkassetten mit einer einzigen Wickelrolle. Er arbeitete in den 1950er Jahren Tisch an Tisch mit Bernard Cousino, der die in seinen Kassetten benutzte Endlosbandschleife erfunden hatte und zunächst auf offen Rollentonbandgeräten benutzte. Eash entwickelte dazu weitere Gehäuse wie den Fidelipac, der auch als „NAB-Cartridge“ („cart“) in der Rundfunktechnik benutzt wurde, sowie als Berater von Earl „Madman“ Muntz die 4-Spur-Kassette (Muntz Stereo-Pak oder CARtridge). Über die 8-Spur-Kassette von Lear unterlag er in einem Rechtsstreit um das Patent.

## Leben
1952 mietete sich Eash, der für eine Werbeagentur arbeitete, im Büro von Bernhard Cousinos Electronic Workshop, Toledo (Ohio) ein.
1954 hatte Eash für RCA Victor den Prototyp einer Kassette, bei der Antrieb über die Gummirolle des Capstans erfolgte, mit 1200 Fuß Endlosband von Hand gefertigt und zum Patent angemeldet als am Folgetag, dem 23. Dezember 1954 sein Arbeitgeber Paulsen verstarb. Als dessen Firma treuhänderisch weitergeführt wurde, teilte man Eash mit, dass man das Projekt einstellen werde.
1957 wurde das 1954 angemeldete Patent erteilt und Eash arbeitet im Auftrag von Viking Corporation in Minneapolis. Das Ergebnis war die Kassette namens „35 Series“, die 600 Fuß Band enthielt und mit einer Bandgeschwindigkeit von 7,5 Zoll pro Sekunde (~19 cm/s) betrieben wurde.
1961 lebte Eash in Van Nuys, einem nördlich Stadtteil von Los Angeles im San Fernando Valley, wo Earl „Madman“ Muntz einen Teil seine Geschäfte betrieb. Eash war beratend für Muntz tätig und entwickelte aus seinem Fidelipac den Muntz Stereo-Pak, die sogenannte 4-Spur-Kassette und das passende Abspielgerät dafür.
1967 unterlag Eash, der für TelePro Industries arbeitete, im Patentstreit. Der Richter in Wichita (Kansas) meinte, das 1954 eingereichte Patent von Eash sei lediglich eine offensichtliche Abänderung des „Mohawk Message Repeater“. In der Kassette des Mohawk lief der drehende Bandwickel um einen feststehenden Kern. Eash hatte dagegen einen drehbar aufgehängten Bobby (einen zu einer Seite offenen Bandwickelkern) in der Kassette patentiert. Dieser Beschluss kam William „Bill“ Lear zugute, der nun für seine 8-Spur-Kassette eine eindeutige Rechtslage erhalten hatte.
Eash starb im Alter von 68 Jahren an einem Darmleiden in Provo, einem Vorort im Salt Lake County von Utah. Er hinterließ Frau, Sohn und Tochter.